# Kasdir
Kasdir là một đô thị thuộc tỉnh Naama, Algérie. Dân số thời điểm năm 2002 là 1.82 người.